# 미스 인터콘티넨탈
미스 인터콘티넨탈(Miss Intercontinental)은 1971년부터 시작된 세계 미인 대회이다.
대한민국에서는 2011년부터 주식회사 퍼스트파운데이션에 의해 매년 미스 인터콘티넨탈 한국대회가 개최되고 있다.

## 역대 우승자
| 연도 | 우승자                                | 국가         | 개최지                   | 참가국 |
| ---- | ------------------------------------- | ------------ | ------------------------ | ------ |
| 2024 | 마리아 세페로                         | 푸에르토리코 | 이집트, 샤름 엘 셰이크   | 58     |
| 2023 | 챠날린 초치라와라챠트                 | 태국         | 이집트, 샤름 엘 셰이크   | 64     |
| 2022 | 레 응우옌 바오 응옥                   | 베트남       | 이집트, 샤름 엘 셰이크   | 71     |
| 2021 | 신데렐라 페이 엘르 오베니타           | 필리핀       | 이집트, 샤름 엘 셰이크   | 72     |
| 2019 | 파니 미코                             | 헝가리       | 이집트, 샤름 엘 셰이크   | 75     |
| 2018 | 카렌 후아니타 보요나스 갈먼           | 필리핀       | 필리핀, 파사이           | 83     |
| 2017 | 베로니카 살라스 바예호                | 멕시코       | 이집트, 후르가다         | 66     |
| 2016 | 헤일리마르 로사리오 벨라스케스        | 푸에르토리코 | 스리랑카, 콜롬보         | 63     |
| 2015 | 발렌티나 라술로바                     | 러시아       | 독일, 마그데부르크       | 62     |
| 2014 | 파트라폰 왕                           | 태국         | 독일, 마그데부르크       | 68     |
| 2013 | 예카테리나 플레호바                   | 러시아       | 독일, 마그데부르크       | 59     |
| 2012 | 다니엘라 샬보                         | 베네수엘라   | 독일, 아헨               | 53     |
| 2011 | 제시카 앤 하트만                      | 미국         | 스페인                   | 60     |
| 2010 | 메이델리스 컬럼나                     | 푸에르토리코 | 도미니카공화국, 푼타카나 | 58     |
| 2009 | 한넬리 퀸테로                         | 베네수엘라   | 벨로루시, 민스크         | 56     |
| 2008 | 크리스티나 루시아 카마르고 데 라 란스 | 콜롬비아     | 폴란드, 자브제           | 57     |
| 2007 | 낸시 어포니                           | 레바논       | 세이셸, 마헤             | 41     |
| 2006 | 카타리나 마노바                       | 슬로바키아   | 바하마, 나소             | 44     |
| 2005 | 에메리스 딜리아나 핀토 페랄타         | 베네수엘라   | 중국, 황산               | 61     |
| 2004 | 데이시 카탈리나 발렌시아 데오사       | 콜롬비아     | 중국, 후허하오터         | 54     |
| 2003 | 도미니크 엘-후라니                    | 레바논       | 독일, 베를린             | 34     |
| 2002 | 리차크비아나 커피                     | 퀴라소       | 독일, 퓌르트             | 31     |
| 2001 | 리지아 프티                           | 베네수엘라   | 독일, 코부르크           | 30     |
| 2000 | 사브리나 셰프만                       | 독일         | 독일, 카이저슬라우테른   | 34     |

## 국가별 역대 우승 횟수
| 국가                                                                               | 횟수 | 연도                         |
| ---------------------------------------------------------------------------------- | ---- | ---------------------------- |
| 미국                                                                               | 5    | 1973, 1979, 1982, 1994, 2011 |
| 베네수엘라                                                                         | 5    | 1974, 2001, 2005, 2009, 2012 |
| 푸에르토리코                                                                       | 5    | 1986, 1991, 2010, 2016, 2024 |
| 브라질                                                                             | 3    | 1972, 1981, 1998             |
| 러시아                                                                             | 3    | 1991, 2013, 2015             |
| 독일                                                                               | 3    | 1992, 1993, 2000             |
| 페루                                                                               | 2    | 1971, 1987                   |
| 인도                                                                               | 2    | 1978, 1997                   |
| 퀴라소                                                                             | 2    | 1988, 2002                   |
| 레바논                                                                             | 2    | 2003, 2007                   |
| 콜롬비아                                                                           | 2    | 2004, 2008                   |
| 필리핀                                                                             | 2    | 2018, 2021                   |
| 태국                                                                               | 2    | 2014, 2023                   |
| 도미니카 공화국                                                                    | 2    | 1985, 1989                   |
| 이란                                                                               | 1    | 1975                         |
| 니카라과                                                                           | 1    | 1976                         |
| 잉글랜드                                                                           | 1    | 1977                         |
| 아르헨티나                                                                         | 1    | 1980                         |
| 네덜란드                                                                           | 1    | 1983                         |
| 나이지리아                                                                         | 1    | 1989                         |
| 자메이카                                                                           | 1    | 1990                         |
| 미국령 버진아일랜드                                                                | 1    | 1995                         |
| 타히티                                                                             | 1    | 1996                         |
| 튀르키예                                                                           | 1    | 1999                         |
| 슬로바키아                                                                         | 1    | 2006                         |
| 멕시코                                                                             | 1    | 2017                         |
| 헝가리                                                                             | 1    | 2019                         |
| 베트남                                                                             | 1    | 2022                         |
| 1984년, 2020년에는 대회가 열리지 않음. 1991년에는 대회가 두번 열림.(공동우승아님.) |      |                              |

## 타이틀 보유자
| 년도 | 미스 인터콘티넨탈 우승 (1위)       | 준우승                         | 준우승                          | 준우승 | 준우승 | 준우승 | 준우승 | 개최지                    | 참가자 |
| 년도 | 미스 인터콘티넨탈 우승 (1위)       | 2위                            | 3위                             | 4위 | 5위 | 6위 | 7위 | 개최지                    | 참가자 |
| ---- | ---------------------------------- | ------------------------------ | ------------------------------- | --- | --- | --- | --- | ------------------------- | ------ |
| 2007 | 레바논 낸시 어포니                 | 대한민국 유한나                | 마르가리타 섬 에밀리 페르난데스 | 수여되지 않음 (Top 5 브라질마르셀라 데 알메이다 그리스 안토니아 칼리무코우 )                               | 수여되지 않음 (Top 5 브라질마르셀라 데 알메이다 그리스 안토니아 칼리무코우 )                               | 수여되지 않음 (Top 5 브라질마르셀라 데 알메이다 그리스 안토니아 칼리무코우 )                               | 수여되지 않음 (Top 5 브라질마르셀라 데 알메이다 그리스 안토니아 칼리무코우 )                               | 세이셸, 마헤              | 41     |
| 2008 | 콜롬비아 크리스티나 루시아         | 폴란드 밀레나 루트르지코프스카 | 벨라루스 류보프 야코비나        | 수여되지 않음 (Top 5 체코아네타 시크로바 베네수엘라 마리아 가브리엘라 )                                    | 수여되지 않음 (Top 5 체코아네타 시크로바 베네수엘라 마리아 가브리엘라 )                                    | 수여되지 않음 (Top 5 체코아네타 시크로바 베네수엘라 마리아 가브리엘라 )                                    | 수여되지 않음 (Top 5 체코아네타 시크로바 베네수엘라 마리아 가브리엘라 )                                    | 폴란드, 자브제            | 57     |
| 2009 | 베네수엘라 한넬리 퀸테로           | 벨라루스 마리야 바실리예브나   | 푸에르토리코 로사나 파드로      | 폴란드 안나 마리아                                                                                         | 퀴라소 맥케일라 앙투아네트                                                                                 | 수여되지 않음                                                                                              | 수여되지 않음                                                                                              | 벨라루스, 민스크          | 56     |
| 2010 | 푸에르토리코 메이델리스 컬럼나     | 페루 카렌 슈워츠               | 바하마 아나스타지아 피에르      | 도미니카 공화국 올가 리디아                                                                                | 콜롬비아 마크리 엘레나                                                                                     | 수여되지 않음                                                                                              | 수여되지 않음                                                                                              | 도미니카 공화국, 푼타카나 | 58     |
| 2011 | 미국 제시카 앤 하트만              | 스페인 글로리아 마르티네스     | 자메이카 채보이 고든            | 수여되지 않음 (Top 5 중국 공루이 에티오피아 베텔헴 하일루 )                                                | 수여되지 않음 (Top 5 중국 공루이 에티오피아 베텔헴 하일루 )                                                | 수여되지 않음 (Top 5 중국 공루이 에티오피아 베텔헴 하일루 )                                                | 수여되지 않음 (Top 5 중국 공루이 에티오피아 베텔헴 하일루 )                                                | 스페인                    | 60     |
| 2012 | 베네수엘라 다니엘라 샬보           | 푸에르토리코 제네시스 마리아   | 잉글랜드 로라 애쉬필드          | 남아프리카 공화국 록산느 에이미                                                                            | 태국 나티다 페카드                                                                                         | 수여되지 않음                                                                                              | 수여되지 않음                                                                                              | 독일, 아헨                | 53     |
| 2013 | 러시아 예카테리나 플레호바         | 푸에르토리코 알레이다 에니드   | 콜롬비아 마가리타 페랄타        | 필리핀 안드레아 가르시아                                                                                   | 남아프리카 공화국 카일라 넬                                                                                | 수여되지 않음                                                                                              | 수여되지 않음                                                                                              | 독일, 마그데부르크        | 59     |
| 2014 | 태국 파트라폰 왕                   | 쿠바 제슬리 메르갈             | 필리핀 크리스 티파니            | 수여되지 않음 (Top 6 아르헨티나 나디나 로렐라이 포르투갈 조아나 마르틴스 남아프리카 공화국 도니크 레너드 ) | 수여되지 않음 (Top 6 아르헨티나 나디나 로렐라이 포르투갈 조아나 마르틴스 남아프리카 공화국 도니크 레너드 ) | 수여되지 않음 (Top 6 아르헨티나 나디나 로렐라이 포르투갈 조아나 마르틴스 남아프리카 공화국 도니크 레너드 ) | 수여되지 않음 (Top 6 아르헨티나 나디나 로렐라이 포르투갈 조아나 마르틴스 남아프리카 공화국 도니크 레너드 ) | 독일, 마그데부르크        | 68     |
| 2015 | 러시아 발렌티나 라술로바           | 필리핀 크리스티 린             | 미국 브리앤 베일리              | 베네수엘라 캐서린 가르시아                                                                                 | 짐바브웨 텐다이 이고무                                                                                     | 수여되지 않음                                                                                              | 수여되지 않음                                                                                              | 독일, 마그데부르크        | 62     |
| 2016 | 푸에르토리코 헤일리마르 벨라스케스 | 스리랑카 트레이시 앤 드 질바   | 가나 실비아 나아                | 이탈리아 플로리아나 루소                                                                                   | 베네수엘라 아말 카리나                                                                                     | 수여되지 않음                                                                                              | 수여되지 않음                                                                                              | 스리랑카, 콜롬보          | 63     |
| 2017 | 멕시코 베로니카 살라스             | 필리핀 카타리나 소냐           | 네덜란드 카텔린 마들리프        | 브라질 아만다 율리마                                                                                       | 콜롬비아 리제스 발레리아                                                                                   | 대한민국 이수진                                                                                            | 수여되지 않음                                                                                              | 이집트, 후르가다          | 66     |
| 2018 | 필리핀 카렌 갈먼                   | 코스타리카 아드리아나 모야     | 슬로바키아 로라 롱가우어        | 콜롬비아 힐러리 홀만                                                                                       | 베트남 레 아우 언 안                                                                                       | 에티오피아 벨라 리레                                                                                       | 수여되지 않음                                                                                              | 필리핀, 파사이            | 83     |
| 2019 | 헝가리 파니 미코                   | 미국 모니카 메디나             | 태국 나루에몬 캄판              | 남아프리카 공화국 데인 벤터                                                                                | 페루 티파니 요코                                                                                           | 수여되지 않음                                                                                              | 수여되지 않음                                                                                              | 이집트, 샤름 엘 셰이크    | 75     |
| 2021 | 필리핀 신데렐라 오베니타           | 멕시코 파울리나 에스코르시아   | 영국 로미 오딜 심킨스           | 세이셸 켈리-메리 아네트                                                                                    | 캐나다 케이틀린 린다 리                                                                                    | 콜롬비아 마리아 파울라                                                                                     | 수여되지 않음                                                                                              | 이집트, 샤름 엘 셰이크    | 72     |
| 2022 | 베트남 레 응우옌                   | 푸에르토리코 마리엘라 페핀     | 브라질 세실리아 알메이다        | 나이지리아 조이 라이미                                                                                     | 독일 타티아나 겐리히                                                                                       | 베네수엘라 에미 카레로                                                                                     | 수여되지 않음                                                                                              | 이집트, 샤름 엘 셰이크    | 71     |
| 2023 | 태국 채트날린 초치라와라챗         | 멕시코 크리스티나 비예가스     | 베트남 레 응우옌                | 세르비아 사라 담냐노비치                                                                                   | 콜롬비아 마렐리스 살라스                                                                                   | 러시아 다리아 레쉬타                                                                                       | 시에라리온 크리스티아나 존슨                                                                               | 이집트, 샤름 엘 셰이크    | 64     |
| 2024 | 푸에르토리코 마리아 세페로         | 베네수엘라 조르제트 무스리에   | 필리핀 알리사 레돈도            | 베트남 부이 칸 린                                                                                          | 독일 셀리나 웨일                                                                                           | 미국 케냐타 비저                                                                                           | 짐바브웨 아만다 페레수                                                                                     | 이집트, 샤름 엘 셰이크    | 58     |

## 대한민국의 역대 출전자

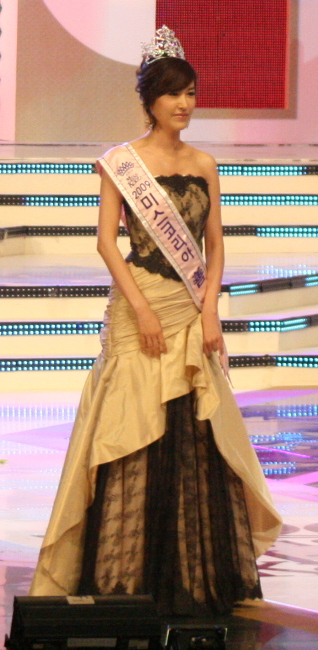
미스 인터콘티넨탈 2009 대회에 대한민국 대표로 출전한 미스코리아 선 차예린.

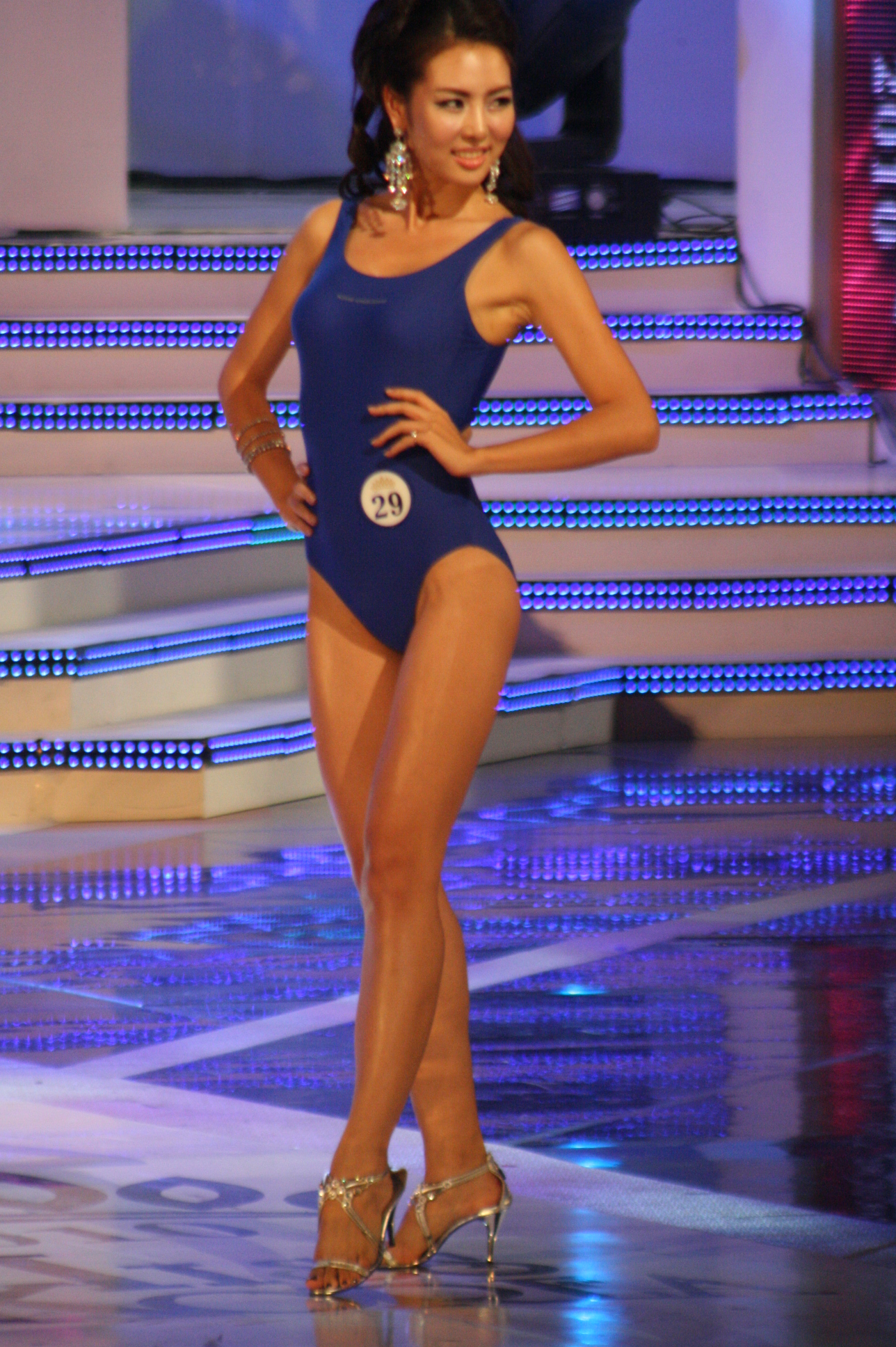
미스 인터콘티넨탈 2010 대회에 대한민국 대표로 출전한 미스코리아 선 장윤진.

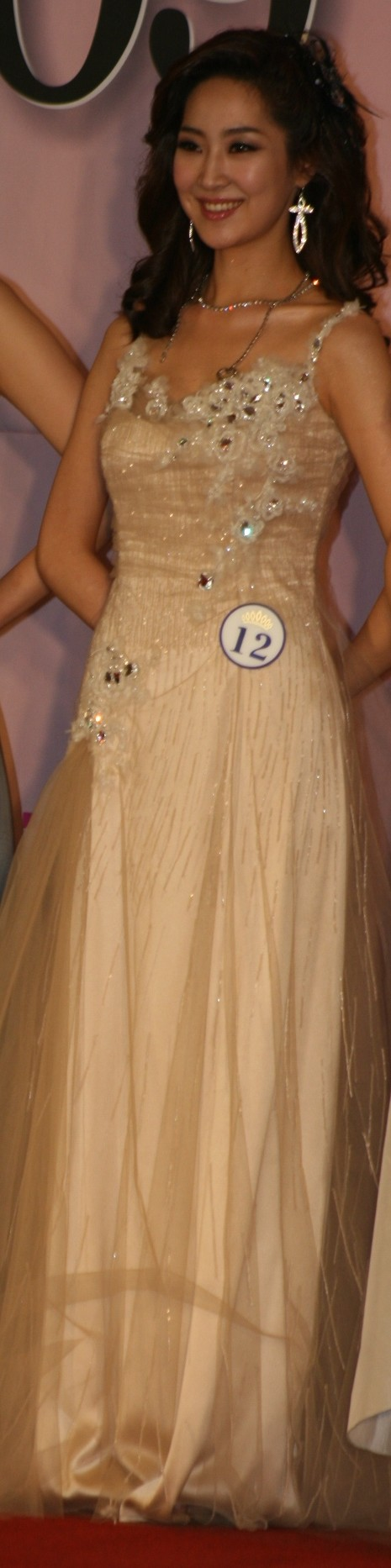
미스 인터콘티넨탈 2011 대회에 대한민국 대표로 출전한 양예승.

| 연도        | 이름                     | 출전 자격                     | 수상                         |
| ----------- | ------------------------ | ----------------------------- | ---------------------------- |
| 1971 ~ 1976 | 미출전                   | 미출전                        | 미출전                       |
| 1977        | 정미희                   | 1977 미스코리아 한국일보      |                              |
| 1978        | 박경애                   | 1978 미스코리아 선            |                              |
| 1979 ~ 2005 | 미출전                   | 미출전                        | 미출전                       |
| 2006        | 송일영                   | 개인 출전                     | Top 12 & 민속의상상          |
| 2007        | 유한나                   | 개인 출전                     | 2위                          |
| 2008        | 박은실                   | 개인 출전                     | Top 15 Semi-finalists        |
| 2009        | 차예린                   | 미스코리아 선                 | Top 15 & 아시아태평양 지역상 |
| 2010        | 장윤진                   | 미스코리아 선                 |                              |
| 2011        | 양예승                   | 2011 한국대회 1위             | Top 15                       |
| 2012        | 정하은                   | 2012 한국대회 1위             | 미출전                       |
| 2013        | 정혜원                   | 2013 한국대회 1위             |                              |
| 2014        | 인단비                   | 2014 한국대회 1위             |                              |
| 2015        | 조예슬                   | 2015 한국대회 1위             | Top 17                       |
| 2016        | 김연주                   | 2016 한국대회 1위             |                              |
| 2017        | 이수진                   | 2017 한국대회 1위             | 6위 & 미스 선라이즈 리조트   |
| 2018        | 김서희                   | 2018 한국대회 1위             |                              |
| 2019        | 조가비                   | 2019 한국대회 1위             | Top 20                       |
| 2020        | 미개최 (코로나19 범유행) | 미개최 (코로나19 범유행)      | 미개최 (코로나19 범유행)     |
| 2021        | 이정현                   | 2020 한국대회 1위             |                              |
| 2022        | 이지윤                   | 2021 한국대회 1위             | 미출전                       |
| 2022        | 김도영                   | 2022 한국대회 1위             | 미출전                       |
| 2023        | 이설이                   | 2023 한국대회 1위             | 미출전                       |
| 2024        | 백예진                   | 2024 한국대회 1위             | 미출전                       |
| 2024        | 홍세연                   | 2024 한국대회 상하이 더웨이나 |                              |
| 2025        | TBA                      | 2025 한국대회 1위             | TBA                          |

## 같이 보기
- 미스 그랜드 코리아
- 미스 그랜드 인터내셔널
- 미스 코리아
- 미스 유니버스
- 미스 월드
- 미스 인터내셔널
- 미스 투어리즘 퀸 인터내셔널
- 페이스 오브 뷰티 인터내셔널
- 세종대왕 소헌왕후 선발대회
- 미스 어스
- 미스 수프라내셔널
- 미스 참 인터내셔널
- 미스 아시아 퍼시픽 인터내셔널